# 164 Єва
164 Єва (164 Eva) — астероїд головного поясу, відкритий 12 липня 1876 року.
Тіссеранів параметр щодо Юпітера — 3,192.